# Hauswurz (Neuhof)
Hauswurz ist ein Ortsteil der Gemeinde Neuhof im osthessischen Landkreis Fulda.

## Geografie
Hauswurz liegt am Oberlauf der Kemmete in den östlichen Ausläufern des Vogelsbergs zwischen dem Freiensteinauer Ortsteil Weidenau im Vogelsbergkreis im Westen und dem Neuhofer Ortsteil Rommerz im Osten. Im Norden grenzt Brandlos, der südlichste Ortsteil der Nachbargemeinde Hosenfeld, an. Im Ort kreuzen sich die Landesstraßen 3141 und 3181.
Aktuelle und historische Siedlungsplätze innerhalb der Gemarkung:
- Bastenmühle[3]
- Birkenhof[4]
- Forsthaus[5]
- Heckenhof[6]
- Jagdhütte[7]
- Kalbenhof[8]
- Kemmete (Hof)[9]
- Lauersmühle[10]
- Mühle (Wüstung)[11]
- Mühlfeldshof[12]
- Schlagmühle[13]
- Spatzenhof[14]
- Steinhäusermühle[15]

## Geschichte

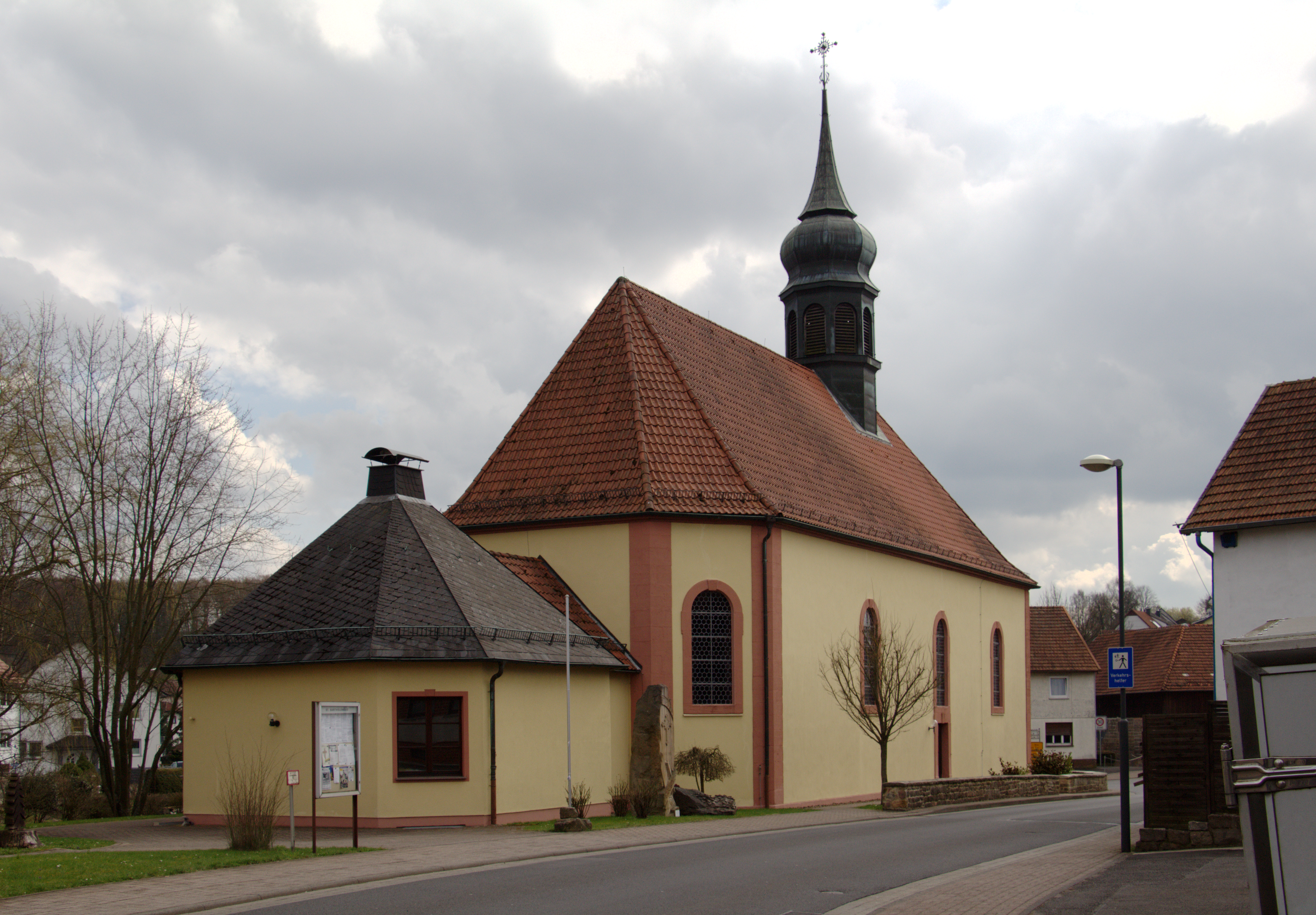
Die katholische Pfarrkirche St. Bartholomäus

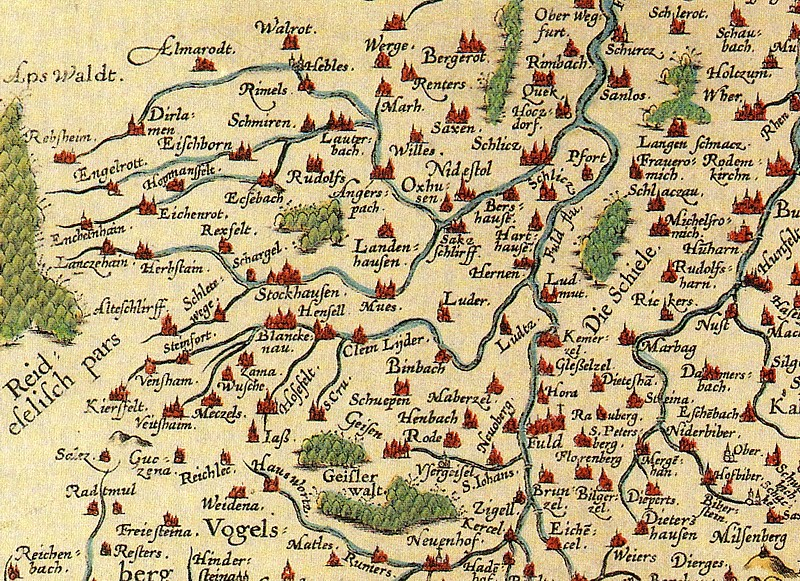
Lage von Hauswurz (Hauswoitrz, links unten) auf einer Karte des Hochstifts Fulda von 1574

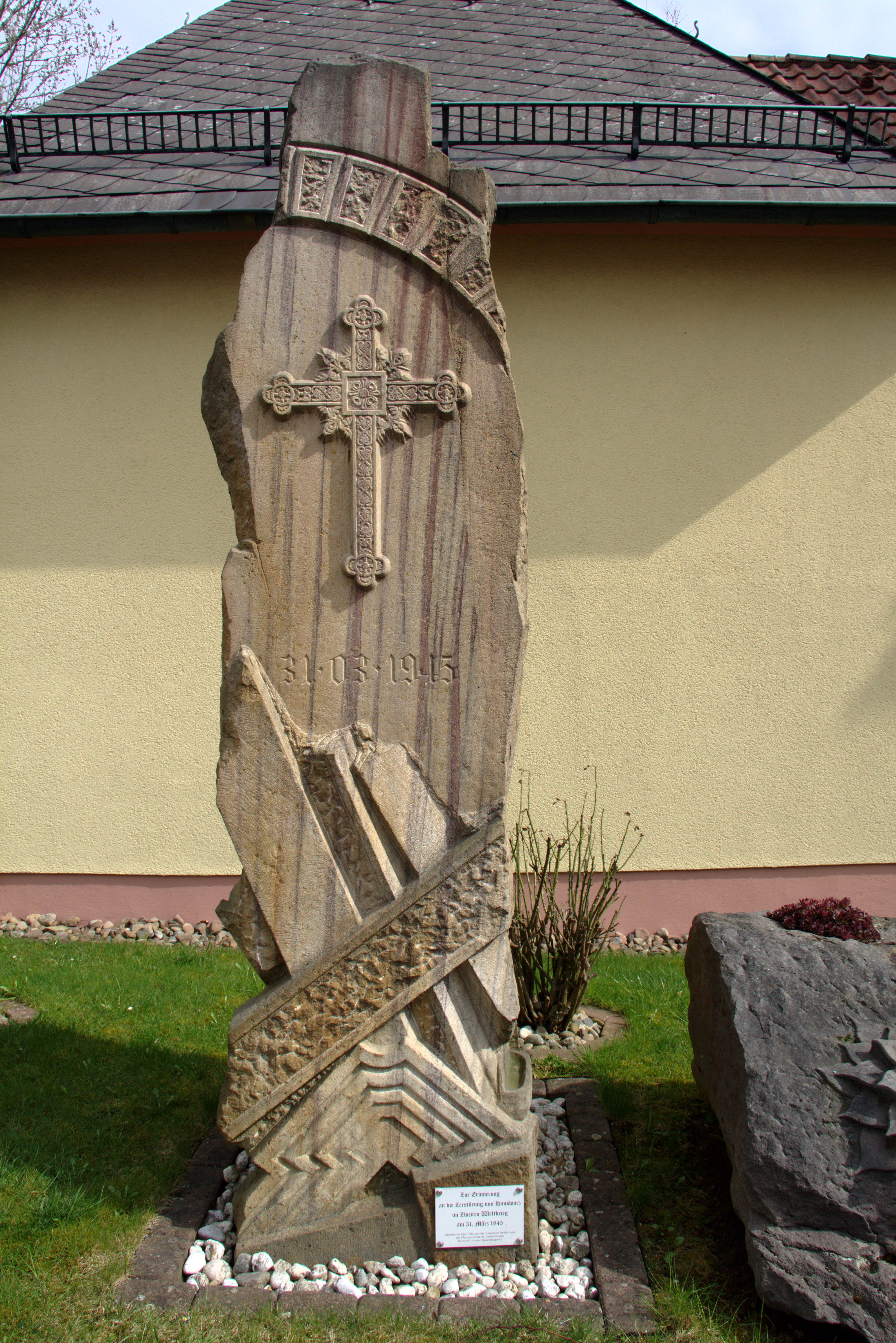
Der Gedenkstein zur Erinnerung an die Zerstörung des Dorfs am 31. März 1945

### Ortsgeschichte
Älteste bekannte Erwähnung von Hauswurz erfolgte unter dem Namen „Huswartes“ im Codex Eberhardi um das Jahr 1160. Der Ort war im Besitz des Klosters St. Peter in Petersberg. 1351 kaufte Johann von Eisenbach das Dorf von Ludwig von Romrod und es wurde, nachdem die Herren von Eisenbach 1428 im Mannesstamm ausgestorben waren, durch Heirat und Erbschaft Teil des Riedeselschen Gerichts Freiensteinau. Es zählte zu dieser Zeit zum Gericht Freiensteinau. 1630 gehörten Distrikt und Feldmark wieder zur Propstei Petersberg. Im Jahre 1684 traten die Riedesel das Dorf an das Kloster Fulda ab und seitdem gehörte das Dorf zum Gericht Hosenfeld.
Im Zweiten Weltkrieg wurde es am 31. März 1945 durch Artilleriebeschuss amerikanischer Truppen bei deren Einmarsch größtenteils zerstört.
Im Zuge der Gebietsreform in Hessen wurde die bis dahin selbständige Gemeinde Hauswurz kraft Landesgesetz mit Wirkung zum 1. August 1972 in die Gemeinde Neuhof eingemeindet. Für Hauswurz wurde, wie für die übrigen Ortsteile von Neuhof, ein Ortsbezirk eingerichtet.

### Verwaltungsgeschichte im Überblick
Die folgende Liste zeigt die Staaten und Verwaltungseinheiten, denen Hauswurz  angehört(e):
- vor 1803: Heiliges Römisches Reich, Hochstift Fulda, Propsteiamt Blankenau
- 1803–1806: Heiliges Römisches Reich, Fürstentum Nassau-Oranien-Fulda,[Anm. 2] Fürstentum Fulda, Amt Blankenau
- 1806–1810: Kaiserreich Frankreich,[Anm. 3] Fürstentum Fulda (Militärverwaltung)
- 1810–1813: Großherzogtum Frankfurt, Departement Fulda, Distrikt Großenlüder
- ab 1816: Kurfürstentum Hessen,[Anm. 4] Großherzogtum Fulda, Amt Großenlüder[20]
- ab 1821/22: Kurfürstentum Hessen, Provinz Fulda, Kreis Fulda[21][Anm. 5]
- ab 1848: Kurfürstentum Hessen, Bezirk Fulda
- ab 1851: Kurfürstentum Hessen, Provinz Fulda, Kreis Fulda
- ab 1867: Königreich Preußen,[Anm. 6] Provinz Hessen-Nassau, Regierungsbezirk Kassel, Kreis Fulda
- ab 1871: Deutsches Reich, Königreich Preußen, Provinz Hessen-Nassau, Regierungsbezirk Kassel, Kreis Fulda
- ab 1918: Deutsches Reich, Freistaat Preußen, Provinz Hessen-Nassau, Regierungsbezirk Kassel, Kreis Fulda
- ab 1944: Deutsches Reich, Freistaat Preußen, Provinz Kurhessen, Landkreis Fulda
- ab 1945: Deutsches Reich, Amerikanische Besatzungszone,[Anm. 7] Groß-Hessen, Regierungsbezirk Kassel, Landkreis Fulda
- ab 1946: Deutsches Reich, Amerikanische Besatzungszone, Hessen, Regierungsbezirk Kassel, Landkreis Fulda
- ab 1949: Bundesrepublik Deutschland, Hessen, Regierungsbezirk Kassel, Landkreis Fulda
- ab 1972: Bundesrepublik Deutschland, Hessen, Regierungsbezirk Kassel, Landkreis Fulda, Gemeinde Neuhof

## Bevölkerung

### Einwohnerstruktur 2011
Nach den Erhebungen des Zensus 2011 lebten am Stichtag dem 9. Mai 2011 in Hauswurz 921 Einwohner. Darunter waren 12 (1,3 %) Ausländer.
Nach dem Lebensalter waren 174 Einwohner unter 18 Jahren, 372 zwischen 18 und 49, 207 zwischen 50 und 64 und 168 Einwohner waren älter. Die Einwohner lebten in 387 Haushalten. Davon waren 99 Singlehaushalte, 105 Paare ohne Kinder und 132 Paare mit Kindern, sowie 42 Alleinerziehende und 9 Wohngemeinschaften. In 75 Haushalten lebten ausschließlich Senioren und in 261 Haushaltungen lebten keine Senioren.

### Einwohnerentwicklung
| • 1812: | 73 Feuerstellen, 578 Seelen |

| Hauswurz: Einwohnerzahlen von 1812 bis 2016 | Hauswurz: Einwohnerzahlen von 1812 bis 2016 | Hauswurz: Einwohnerzahlen von 1812 bis 2016 | Hauswurz: Einwohnerzahlen von 1812 bis 2016 | Hauswurz: Einwohnerzahlen von 1812 bis 2016 |
| --- | ------------------------------------------- | ------------------------------------------- | ------------------------------------------- | ------------------------------------------- |
| Jahr |                                             |                                             |                                             | Einwohner                                   |
| 1812 | 1812                                        |                                             | 578                                         | 578                                         |
| 1834 | 1834                                        |                                             | 726                                         | 726                                         |
| 1840 | 1840                                        |                                             | 719                                         | 719                                         |
| 1846 | 1846                                        |                                             | 774                                         | 774                                         |
| 1852 | 1852                                        |                                             | 837                                         | 837                                         |
| 1858 | 1858                                        |                                             | 712                                         | 712                                         |
| 1864 | 1864                                        |                                             | 682                                         | 682                                         |
| 1871 | 1871                                        |                                             | 595                                         | 595                                         |
| 1875 | 1875                                        |                                             | 617                                         | 617                                         |
| 1885 | 1885                                        |                                             | 601                                         | 601                                         |
| 1895 | 1895                                        |                                             | 575                                         | 575                                         |
| 1905 | 1905                                        |                                             | 565                                         | 565                                         |
| 1910 | 1910                                        |                                             | 589                                         | 589                                         |
| 1925 | 1925                                        |                                             | 607                                         | 607                                         |
| 1939 | 1939                                        |                                             | 560                                         | 560                                         |
| 1946 | 1946                                        |                                             | 602                                         | 602                                         |
| 1950 | 1950                                        |                                             | 626                                         | 626                                         |
| 1956 | 1956                                        |                                             | 648                                         | 648                                         |
| 1961 | 1961                                        |                                             | 664                                         | 664                                         |
| 1967 | 1967                                        |                                             | 723                                         | 723                                         |
| 1970 | 1970                                        |                                             | 749                                         | 749                                         |
| 1980 | 1980                                        |                                             | ?                                           | ?                                           |
| 1990 | 1990                                        |                                             | ?                                           | ?                                           |
| 2000 | 2000                                        |                                             | ?                                           | ?                                           |
| 2011 | 2011                                        |                                             | 921                                         | 921                                         |
| 2016 | 2016                                        |                                             | 907                                         | 907                                         |
| Datenquelle: Historisches Gemeindeverzeichnis für Hessen: Die Bevölkerung der Gemeinden 1834 bis 1967. Wiesbaden: Hessisches Statistisches Landesamt, 1968. Weitere Quellen: LAGIS; Gemeinde Neuhof; Zensus 2011 |                                             |                                             |                                             |                                             |

### Historische Religionszugehörigkeit
| • 1885: | 5 evangelische (= 0,83 %), 594 katholische (= 98,84 %) Einwohner  |
| • 1961: | 15 evangelische (= 2,26 %), 647 katholische (= 97,44 %) Einwohner |

## Religion
Die katholischen Gläubigen von Hauswurz gehören zur katholischen Pfarrei St. Bartholomäus Hauswurz mit der Pfarrkirche St. Bartholomäus, die dem Pastoralverbund Christus Erlöser Flieden–Hauswurz und somit dem Bistum Fulda zugeordnet ist.
Siehe auch 

## Politik
Für den Ortsteil Hauswurz  besteht ein Ortsbezirk (Gebiete der ehemaligen Gemeinden Hauswurz) mit Ortsbeirat und Ortsvorsteher nach der Hessischen Gemeindeordnung.
Der Ortsbeirat besteht aus sieben Mitgliedern. Bei den Kommunalwahlen in Hessen 2021 betrug die Wahlbeteiligung zum Ortsbeirat 57,40 %. Alle Kandidaten gehören der CDU an. Der Ortsbeirat wählte Timo Leinweber zum Ortsvorsteher.

## Infrastruktur
Hauswurz verfügt über einen Friedhof mit Trauerhalle und über ein Kriegerehrenmal auf dem alten entwidmeten Friedhof. Ein Dorfgemeinschaftshaus, ein Feuerwehrhaus und ein Backhaus sowie eine Mariengrotte runden das Angebot für die Bürgerschaft ab. Den Kindern und Jugendlichen des Dorfes stehen ein Kinderspielplatz und ein Bolzplatz, der auch vereinzelt bei Festveranstaltungen der Vereine als Festplatz genutzt wird, zur Verfügung. Ein Klärwerk zur Abwasserreinigung wurde im Kemmetetal Richtung Rommerz errichtet. Ein gemeinsamer Tiefbrunnen und Hochbehälter zur Trinkwasserversorgung für Hauswurz und den Ortsteil Jossa (Hosenfeld) wurde in der Gemarkung Reichlos (Freiensteinau) in den 1960er Jahren angelegt. Seit 1959 verfügt Hauswurz außerdem über eine von wenigen noch deutschlandweit erhaltenen Ortsfunkanlagen, über die in unregelmäßigen Abständen wichtige Nachrichten, die den Ort betreffen, verbreitet werden.